# Martin Ticháček
Martin Ticháček (* 15. září 1981, Klatovy) je bývalý český fotbalový brankář, naposledy působící v TJ Jiskra Domažlice. V současnosti trenér gólmanů AC Sparta Praha.

## Klubová kariéra
S fotbalem začal v mužstvu TJ Jiskra Domažlice, odkud ve svých 13 letech přestoupil do plzeňské Viktorie, kde se také potkal s Petrem Čechem. Ve Viktorii prošel zbylými mládežnickými kategoriemi a v před sezonou 2000/01 se propracoval do seniorské kategorii. V únoru 2007 byl poslán na hostování do klubu 1. FC Karlovy Vary, kde vydržel půl roku. Po návratu do Plzně získal s týmem v ročníku 2010/11 mistrovský titul. V zimě 2011/12 zamířil do mužstva FK Viktoria Žižkov. Do klubu tehdejšího nováčka nejvyšší soutěže zamířil hostovat. Po sestupu klubu do 2. ligy se vrátil zpět do Plzně. Před sezonou 2013/2014 Viktorku definitivně opustil a přestoupil zpět do Jiskry Domažlice. V létě 2015 ukončil svoji aktivní hráčskou kariéru.

## Klubové statistiky
Aktuální k 1. červenci 2015
| Sezona  | Klub                       | Soutěž  | Zápasy | Góly |
| ------- | -------------------------- | ------- | ------ | ---- |
| 2000/01 | SK LeRK Prostějov          | 2. liga | 5      | 0    |
| 2001/02 | FC Viktoria Plzeň          | 2. liga | 7      | 0    |
| 2002/03 | FC Viktoria Plzeň          | 2. liga | 1      | 0    |
| 2003/04 | FC Viktoria Plzeň          | 1. liga | 5      | 0    |
| 2004/05 | FC Viktoria Plzeň          | 2. liga | 29     | 0    |
| 2005/06 | FC Viktoria Plzeň          | 1. liga | 18     | 0    |
| 2006/07 | FC Viktoria Plzeň          | 1. liga | 0      | 0    |
| 2006/07 | SK Karlovy Vary (host.)    | ČFL     | 0      | 0    |
| 2007/08 | FC Viktoria Plzeň          | 1. liga | 3      | 0    |
| 2008/09 | FC Viktoria Plzeň          | 1. liga | 12     | 0    |
| 2009/10 | FC Viktoria Plzeň          | 1. liga | 6      | 0    |
| 2010/11 | FC Viktoria Plzeň          | 1. liga | 2      | 0    |
| 2011/12 | FC Viktoria Plzeň          | 1. liga | 0      | 0    |
| 2011/12 | FK Viktoria Žižkov (host.) | 1. liga | 5      | 0    |
| 2012/13 | FC Viktoria Plzeň          | 1. liga | 0      | 0    |
| 2013/14 | TJ Jiskra Domažlice        | ČFL     | ?      | ?    |
| 2014/15 | TJ Jiskra Domažlice        | ČFL     | ?      | ?    |

## Reprezentační kariéra
Martin je bývalý mládežnický reprezentant Česka. Postupně nastupoval za výběry do 15, 16, 17 a 18 let.

## Trenérská kariéra
V létě 2013, když odešel jako hráč do Domažlic, se stal trenérem brankářů staršího dorostu Plzně. V srpnu 2015 se stal koučem brankářů u A-týmu „Viktorky“. V létě 2016 se stal trenérem brankářů v ruském týmu FK Anži Machačkala, kam si ho vybral trenér Pavel Vrba. Začátkem roku 2021 ho angažovala AC Sparta Praha.